# Mar de Copas
Mar de Copas est un groupe péruvien de rock, originaire de Lima. Il est formé en 1992 par Manolo Barrios et Toto Leverone. Ils commencent à enregistrer en 1993 avec leur premier album éponyme. Ils s'inspirent de compositeurs américains et espagnols des années 1960 et 1980 durant les périodes allant de la nueva ola au rock alternatif.

## Histoire
Mar de Copas est formé par Manuel Barrios (guitare, chant) et Eduardo Leverone (batterie) en 1992, après avoir dissous leur groupe Los Inocentes. Barrios et Leverone confirment s'inspirer de Nino Bravo, Manolo Galván, Los Secretos, El Ultimo de la Fila, Pistones, The Smiths, R.E.M., The Church, James, Elvis Presley et Carlos Gardel.
Ils travaillent avec les musiciens Miki González et Felix Torrealva sur leur premier album, sous le nom de As de Copas. Ils invitent leurs amies proches, Claudia Salem et Phoebe Condos aux chœurs sur sept morceaux qu'ils ont écrits. Luis « Wicho » García, à cette période ingénieur son et technicien pour Miki Gonzáles promet de chanter sur les morceaux qui restaient. García était membre du groupe Narcosis avec Jorge « Pelo » Madueño et Fernando « Cachorro » Vial. En 1993, Barrios et Leverone finissent d'écrire 12 morceaux, et changent de nom pour Mar de Copas. Le groupe signe un contrat avec le label El Virrey pour le pressage de 300 cassettes. Leur premier album, Mar de Copas, comprend des morceaux comme Fugitivo et Canción inspirés de leurs voyages à Punta Sal et Tarma respectivement. Rodrigo Quijano a écrit Canción. Barrios et Leverone ont écrit les mélodies basées sur de la country sur Recompensa et Héroe del delito. Faena est dédiée à la corrida et Mujer Noche devient leur premier clip. En août 1993, le groupe joue son premier concert au Phantom Pub de Lima
En 1994, El Virrey change de nom pour Eureka Records. Felix Torrealva quitte le groupe, et Cesar Zamalloa devient leur bassiste. Zamalloa joue pour Orgus, Cimarrones, Oblivium, et forme le groupe de metal Ultramotor. Après l'arrivée de Zamalloa, Mar de Copas finit d'écrire 12 nouveaux morceaux, dont l'écriture se fait entre octobre et novembre 1994. L'album Entre los arboles est ensuite enregistré. Le succès local est au rendez-vous avec Mar de Copas et Entre los arboles,.  Miki Gonzalez joue de la guitare sur le morceau Aqui en el borde del mar, Phoebe a écrit les paroles de Blu Ice, et Barrios chante le morceau Morir un poco. Mar de Copas est considéré comme un groupe dépressif à cause de ses paroles sombres : El dolor después del amor / vuélvete a morir / no sé si ese cuerpo que cayó fui yo al morir, / enamorado de la soledad. Barrios explique que les morceaux ont été écrits pendant les pires moments de sa vie.
Mar de Copasfonde son propre studio, Villa Ruby, et un label discographique indépendant, Mar de Copas Productions S.A.. À la mi-1997, le groupe publie son troisième album, III. Les morceaux C.P.A.M et L.B.,  Carta para amigos muertos et Luis Barrios (frère de Manuel Barrios), les mènent à devenir un groupe culte au Pérou. Le groupe fait usage de l'argot caleta communément usé en concerts par leurs fans lorsqu'ils réclament un morceau qui n'est pas programmé.
À la fin 2008, Mar de Copas joue à Buenos Aires, en Argentine, au Centro Cultural Buen Ayre. En 2013, et neuf ans après leur dernier album, le groupe sort deux albums, Seis et Lado B. Seis est leur premier album publié sur iTunes. Plus tard, Mar de Copas devint tête d'affiche de plusieurs grands festivals à Lima.

## Membres

### Membres actuels
- Luis « Wicho » García - chant
- Manolo Barrios - guitare
- Toto Leverone - batterie
- Cesar Zamaolla - basse
- Phoebe Condos - claviers

### Anciens membres
- Claudia Salem (1993-2005) - chœurs

## Discographie

### Albums studio
- 1993 : Mar de Copas
- 1994 : Entre los Árboles
- 1997 : Mar de Copas III
- 1999 : Suna
- 2000 : Mar de Copas 12 Grandes Exitos
- 2002 : Mar de Copas En Vivo - live
- 2002 : Ramera
- 2004 : Si Algo Asi Como El Amor Esta En El Aire
- 2004 : 12 Canciones
- 2005 : De Tierra
- 2005 : Un Dia Sin Sexo - bande-son, dont 5 chansons d'eux